# NGC 1092
NGC 1092 je galaksija u zviježđu Eridan.

## Vanjske poveznice
- SEDS: NGC 1092